# Sroka czarnodzioba
Sroka czarnodzioba (Pica hudsonia) – gatunek dużego ptaka z rodziny krukowatych (Corvidae). Zamieszkuje zachodnią połowę Ameryki Północnej – od południowej Alaski przez zachodnią i środkową Kanadę po zachodnie i środkowe Stany Zjednoczone. Nie wyróżnia się podgatunków.

## Morfologia
Pod względem wyglądu jest niemal identyczna, jak europejska sroka (Pica pica). Sroka amerykańska była wcześniej klasyfikowana jako jej podgatunek Pica pica hudsonia; upierzenie jest czarno-białe.
Długość ciała od 45 do 60 cm, rozpiętość skrzydeł 56–61 cm; masa ciała 145–210 g.

## Pożywienie
Gatunek wszystkożerny; może zabierać pożywienie innym ptakom. Zjada od padliny, także zbieranej z dróg, poprzez świeży pokarm zwierzęcy – owady, małe ssaki, małe ptaki, pisklęta, jaja – po nasiona, owoce i orzechy. Mogą znaleźć pożywienie po zapachu, co jest nietypowe dla ptaków.
Sroki czarnodziobe są również znane z tworzenia rozproszonych skrytek na żywność w ziemi. Aby zrobić skrytkę, ptak wciska lub wbija dziób w ziemię (lub śnieg), tworząc mały otwór, w którym umieszcza żywność, którą trzymał w małej torebce pod językiem. Może jednak przenieść jedzenie w inne miejsce, zwłaszcza jeśli w pobliżu znajdują się inne sroki. Okradanie skrytek jest dość powszechne, więc sroka często robi kilka fałszywych skrytek przed prawdziwą. Ostateczna kryjówka jest pokryta trawą, liśćmi lub gałązkami. Następnie ptak odchyla głowę i wpatruje się w skrytkę, prawdopodobnie w celu zapamiętania miejsca. Takie schowki są krótkotrwałe; jedzenie jest zwykle odzyskiwane w ciągu kilku dni lub ptak nigdy nie wraca. Ptak lokalizuje swoje skrytki za pomocą wzroku, a także zapachu; podczas okradania skrytek zapach jest prawdopodobnie główną wskazówką.

## Lęgi
Sroki czarnodziobe są monogamiczne, pozostają w parze aż jeden z partnerów nie umrze, wtedy szukają nowego. Okres lęgowy trwa od marca do początku lipca. Budowa gniazda trwa 40–50 dni. Mieści się na drzewie, stanowi je zamknięta od góry konstrukcja z patyków, traw, kawałków kory, korzeni, błota. Używają co roku tego samego gniazda, jednakże naprawiają je. Zniesienie liczy 6–8 jaj. Inkubacja trwa 16–18 dni, wysiaduje jedynie samica, jednak karmiona jest przez samca. Młode stają się lotne po 3–4 tygodniach od wyklucia.

## Status
IUCN uznaje srokę czarnodziobą za gatunek najmniejszej troski (LC, Least Concern). Organizacja Partners in Flight szacuje liczebność populacji lęgowej na około 5,4 miliona osobników. Trend liczebności populacji oceniany jest jako stabilny.